# کویسی اپیاه
کوسی اپیاه (انگلیسی: Kwesi Appiah؛ زادهٔ ۱۲ اوت ۱۹۹۰) بازیکن فوتبال اهل غنا است.
از باشگاه‌هایی که در آن بازی کرده‌است می‌توان به باشگاه فوتبال ای‌اف‌سی ویمبلدون، باشگاه فوتبال کمبریج یونایتد، باشگاه فوتبال آلدرشات تاون، باشگاه فوتبال یئوویل تاون، باشگاه فوتبال ویموث، باشگاه فوتبال کریستال پالاس، باشگاه فوتبال پیتربورو یونایتد، باشگاه فوتبال براکلی تاون، باشگاه فوتبال تاروک، باشگاه فوتبال نوتس کانتی، باشگاه فوتبال ریدینگ، باشگاه فوتبال کمبریج یونایتد، تیم ملی فوتبال غنا، و باشگاه فوتبال کریستال پالاس اشاره کرد.